# Lista de filmes portugueses de 1990
Lista de filmes portugueses de longa-metragem lançados comercialmente em Portugal em 1990, nas salas de cinema.
Notas: Na secção coprodução, passando o cursor sobre a bandeira aparecerá o nome do país correspondente.
| # | Filme                               | Realização                | Género                  | Estreia        | Coprodução                 |
| - | ----------------------------------- | ------------------------- | ----------------------- | -------------- | -------------------------- |
| 1 | Filha da Mãe                        | João Canijo               | Drama, crime            | 3 de maio      | França                     |
| 2 | Malvadez                            | Luís Alvarães             | Drama                   | 6 de julho     | —                          |
| 3 | Non ou a Vã Glória de Mandar        | Manoel de Oliveira        | Drama, história, guerra | 12 de outubro  | Espanha · França           |
| 4 | Um Passo, Outro Passo e Depois...   | Manuel Mozos              | Drama                   | 13 de julho    | —                          |
| 5 | Na Pele do Urso - Uma Fábula Urbana | Ann Guedes Eduardo Guedes | Drama                   | 19 de junho    | Brasil                     |
| 6 | O Processo do Rei                   | João Mário Grilo          | Drama, história         | 19 de janeiro  | França · Itália · Alemanha |
| 7 | O Sangue                            | Pedro Costa               | Drama                   | 7 de dezembro  | —                          |
| 8 | O Som da Terra a Tremer             | Rita Azevedo Gomes        | Drama                   | 22 de novembro | —                          |